# 歡樂的秘密
〈歡樂的秘密〉（英語：Holly Jolly Secrets）是《探險活寶》第三季的第19及20集。在卡通頻道2011年11月28日播出。本集以阿寶和老皮為主角。在這集中阿寶和老皮偶然發現冰霸王用錄影帶所錄的日記，並揭露他的秘密。冰霸王要拿回錄影帶，但阿寶和老皮透過錄影帶發現，冰霸王的原本是人類考古學，叫做西門‧彼得里科夫，他把皇冠戴在頭上後遭到詛咒。